# Calle residencial
Una calle residencial es un tipo de calle en la que los peatones tienen prioridad sobre los vehículos a motor. En algunos países de habla hispana tiene otros nombres, como vía de tránsito mixto en México. En los diferentes países del mundo donde existen este tipo de calles, tanto el término empleado para referirse a ellas como las normas de circulación varían, aunque el concepto principal es el mismo.
Para distinguirla de otras calles, este tipo de calle suele estar señalizada tanto al principio como al final de la misma.
Nota: El término calle residencial en español también podría emplearse para referirse a cualquier tipo de calle que se encuentre en entornos residenciales (por ejemplo en una ciudad o un pueblo), como las calles peatonales, las calles residenciales y las calles con calzada para la circulación de vehículos. Pero esa definición de calle residencial no debe confundirse con la empleada en los diferentes reglamentos de circulación y de urbanismo de cada país, que es de la que trata este artículo.

## Circulación
Los peatones pueden circular libremente por toda la calle incluida la calzada y hacer uso de ella para jugar, pero no pueden impedir el paso de los vehículos a motor de manera innecesaria o intencionada.
En este tipo de calles no son necesarios los pasos de peatones porque pueden cruzar al otro lado de la calle por cualquier lugar.
Los vehículos a motor pueden circular por este tipo de calles, pero con algunas limitaciones. Además de tener que ceder el paso a los peatones, normalmente tienen que circular a una velocidad más baja que en las calles no residenciales. También pueden tener limitado el aparcamiento.

## Diferencias con otras calles
Las calles residenciales se pueden diferenciar de una calle peatonal en que en estas últimas el tráfico de vehículos a motor suele estar prohibido o mucho más limitado, por ejemplo: solo permitido para los vecinos o durante algunas horas para carga y descarga.
En una calle peatonal lo más frecuente es que no haya una calzada, y si la hay estará a la misma altura de la acera, delimitada con algún tipo de elemento que no dificulte la circulación de peatones, como un pavimento diferente, pero sin bordillo. En una calle residencial sí que hay una calzada que puede ser del mismo tipo que en una calle peatonal o puede estar a una altura inferior a la acera, separada con un bordillo.
Las calles más habituales en ciudades son las calles que tienen una calzada por la que deben circular exclusivamente los vehículos a motor. Los peatones solo pueden atravesarla por los pasos de peatones habilitados para ello. Esta calzada suele estar a una altura inferior a la acera y separada con un bordillo.

## Usos en varios países

### España
En España el término empleado para referirse a este tipo de vías es "Calle residencial".
La normativa se encuentra recogida en el Reglamento General de Circulación.
Para indicar el principio de una de estas calles se usa la señal S-28 y para indicar el final la señal S-29, bajo el nombre de "Zona de estancia y de juego":
|  |  |

Los peatones pueden circular libremente por toda la calle incluida la calzada y hacer uso de ella para jugar, pero no pueden impedir el paso de los vehículos a motor de manera innecesaria o intencionada. El límite de velocidad en estas calles es de 10 km/h. Los vehículos solo pueden estacionar en los lugares habilitados para ello. Antes del cambio del nombre en 2025, esta señal se llamaba simplemente "Calle residencial" Los deportes y los juegos están permitidos en este tipo de calles.
En el año 2025, se aprobaron otras dos señales adicionales, la señal S-47 y S-48, bajo el nombre de "Zona de coexistencia". El significado es casi lo mismo, los peatones pueden usar la calzada y tienen prioridad. La única diferencia está en que el límite de velocidad es 20 km/h y están prohibidos los juegos y los deportes.
|  |  |

## Señales de tráfico

Alemania
Austria
Bélgica
España
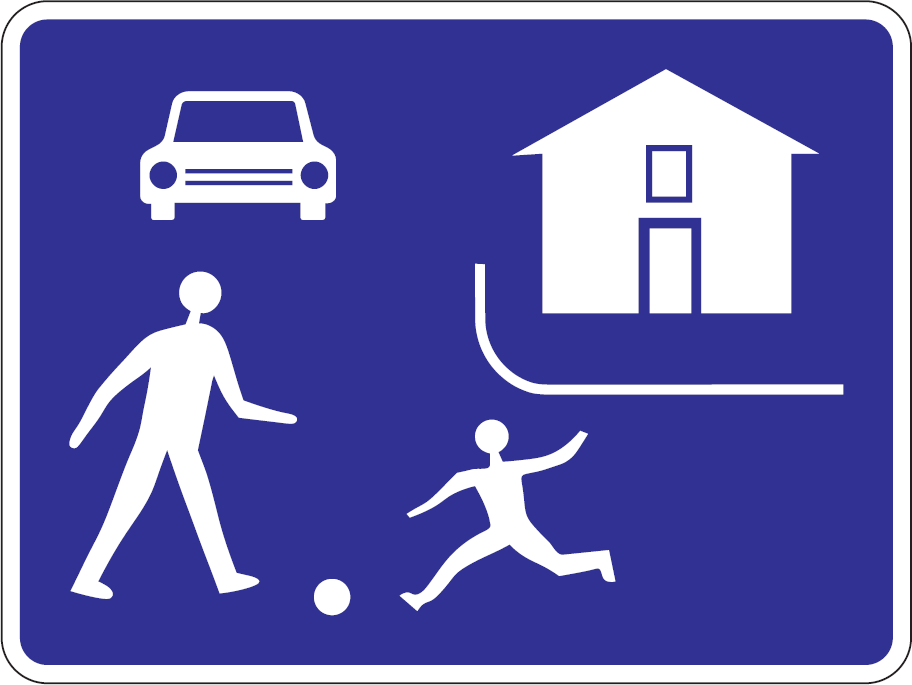
Eslovaquia
Finlandia
Francia
Noruega
Países Bajos
Polonia
República Checa
Rusia
Serbia
Suecia
Suiza